# Izaak Vossius

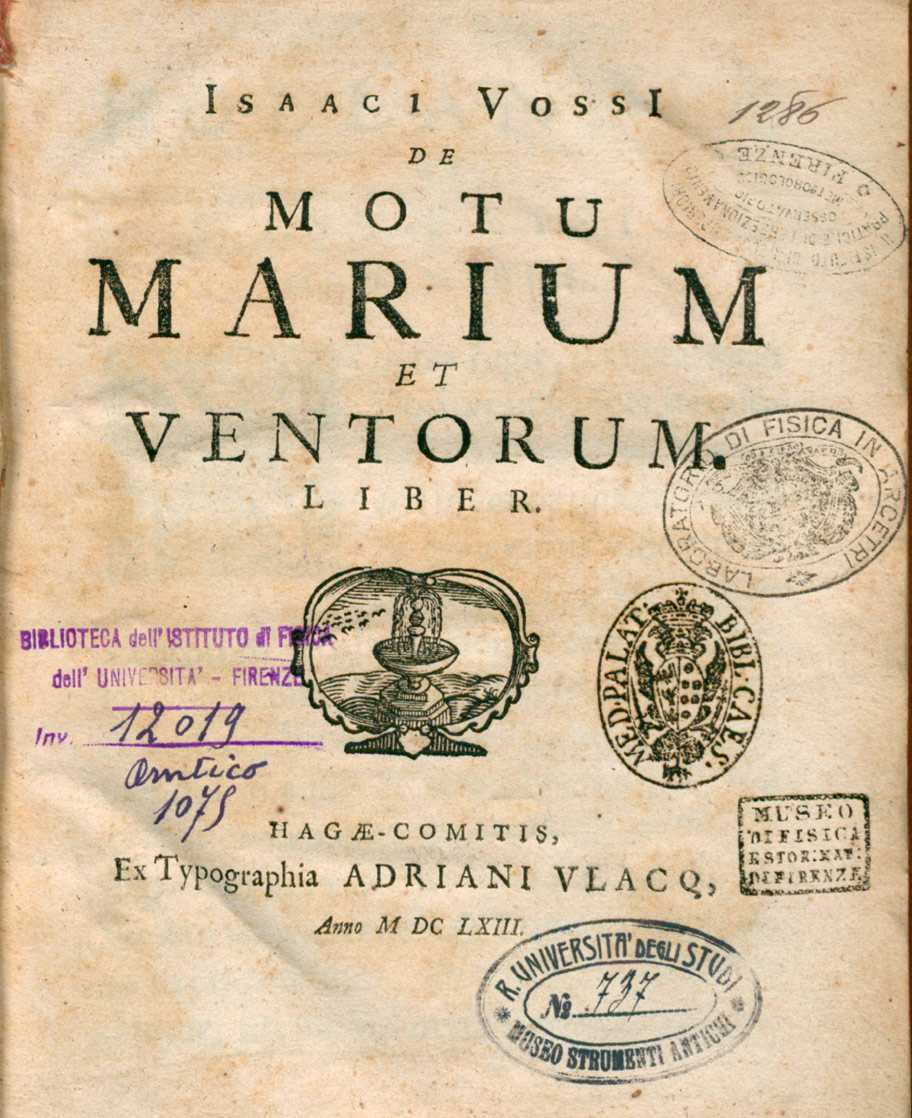

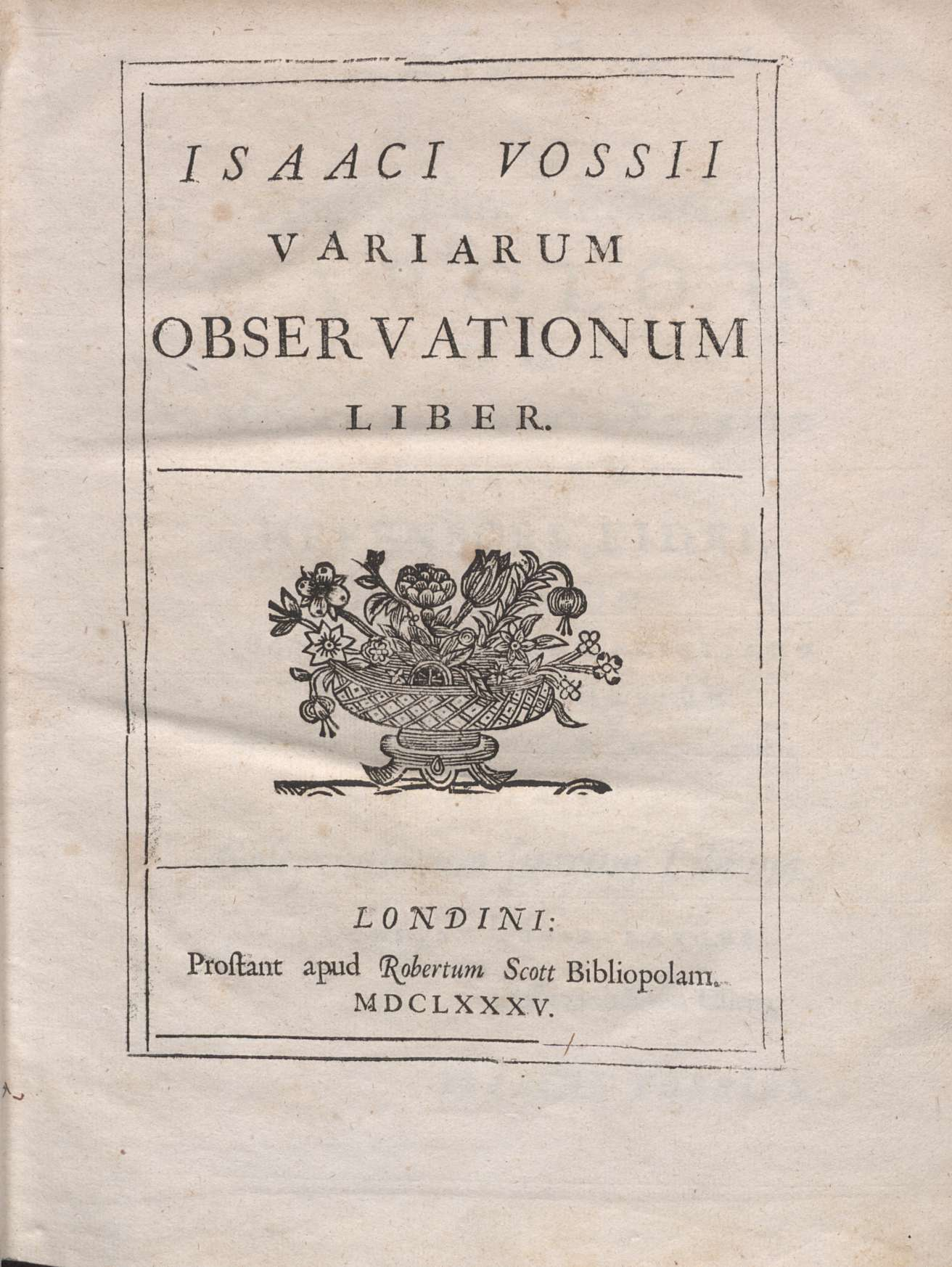

Izaak Vossius (ur. 1618 w Lejdzie, zm. 1689) – filolog, kolekcjoner rękopisów. W trakcie swoich podróży zebrał kolekcję około 4000 manuskryptów – część, którą zebrał będąc bibliotekarzem Krystyny Wazówny, jest obecnie własnością Biblioteki Watykańskiej, a pozostałe Uniwersytetu Lejdejskiego.
Wczesne nauki pobierał u ojca – wykładowcy historii, filozofii, teologii i greki – Gerardusa Vossiusa. Od 1633 był przewodniczącym katedry historii na Uniwersytecie Amsterdamskim. W 1661 rozpoczął Grand Tour po Europie, podczas której nawiązał wiele znajomości wśród ludzi nauki. W 1664 uzyskał doktorat na uniwersytecie w Orleanie i wyjechał do Amsterdamu, gdzie do 1648 piastował stanowisko bibliotekarza miejskiego. W 1649 wyjechał do Szwecji; uczył greki Krystynę Wazównę. W 1650 sprzedał królowej zbiory biblioteczne swojego ojca i został nadwornym bibliotekarzem na dworze w Uppsali. Podróżował w tym czasie z przyjacielem – Nicolaasem Heinsiusem – kupując rękopisy do biblioteki. W 1654 wyjechał do Antwerpii. W 1655 otrzymał od Wazówny część jej zbiorów bibliotecznych, w tym Srebrną Biblię. Niedługo potem wrócił do Holandii i zamieszkał w Hadze. W 1663 opublikował De religione gentilium errorumque apud eos causis Herberta z Cherbury. W 1664 roku został członkiem Towarzystwa Królewskiego w Londynie. W 1670 uzyskał dyplom z prawa cywilnego. W 1673 został mianowany kanonikiem świeckim w Windsorze.

## Publikacje
- 1646 wydanie dzieł Ignacego Antiocheńskiego
- 1659 De vera aetate mundi
- 1661 De septuaginta interpretibus, où il soutient la supputation des Septante
- 1666 De Nili et aliorum fluminum origine
- 1673 De poematum cantu et viribus rhythmi, où il traite de l'alliance de la poésie et de la musique
- 1679 De Sibyllinis oraculis
- 1684 wydanie dzieł Katullusa
- 1685 Variarum observationum liber
- wydania dzieł Skylaksa z Kariandy i Pomponiusza Meli